# Marienkathedrale von Killarney

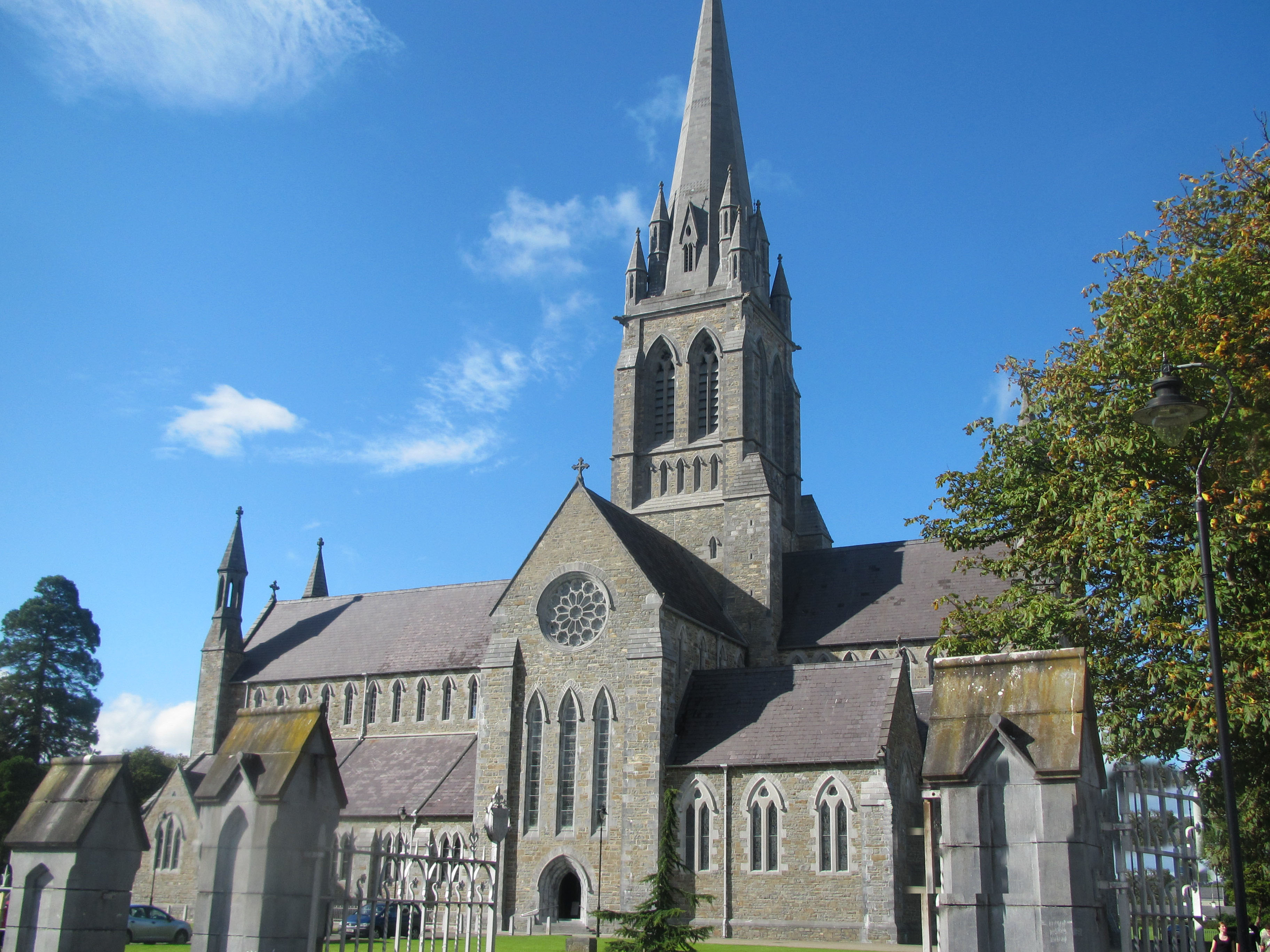
Marienkathedrale von Killarney

Die Marienkathedrale von Killarney ist eine römisch-katholische Kathedrale in Killarney in der irischen Grafschaft Kerry. Sie ist die Bischofskirche des Bistums Kerry.

## Geschichte
Bevor die neugotische Kathedrale von Killarney erbaut wurde, fanden die Messen in einer kleinen Kapelle statt. Joseph O’Sullivan, ein Pfarrer aus Dingle, hatte die Idee für den Bau einer Kathedrale; Bischof Cornelius Egan und ein lokaler Adeliger waren von der Idee begeistert.
1828 wurde ein Ausschuss für den Bau einer Kathedrale gegründet. 1840 fertigte der Architekt Augustus Welby Northmore Pugin einen Bauplan für die Kathedrale an. Im Sommer des Jahres 1842 legte man den Grundstein. Im Mai 1848 kamen die Bauarbeiten wegen der großen Hungersnot in Irland zum Erliegen.
Zu Beginn des Jahres 1853 wurden die Bauarbeiten unter der Leitung von J. J. McCarthy wieder aufgenommen. Am 22. August 1855 wurde die Kirche unter dem Patrozinium der Himmelfahrt der Jungfrau Maria geweiht.
Sie liegt direkt an einem der Zugänge zum Killarney-Nationalpark und ist die drittgrößte Kathedrale in Irland. Ihr Turm ist 86,8 Meter hoch.

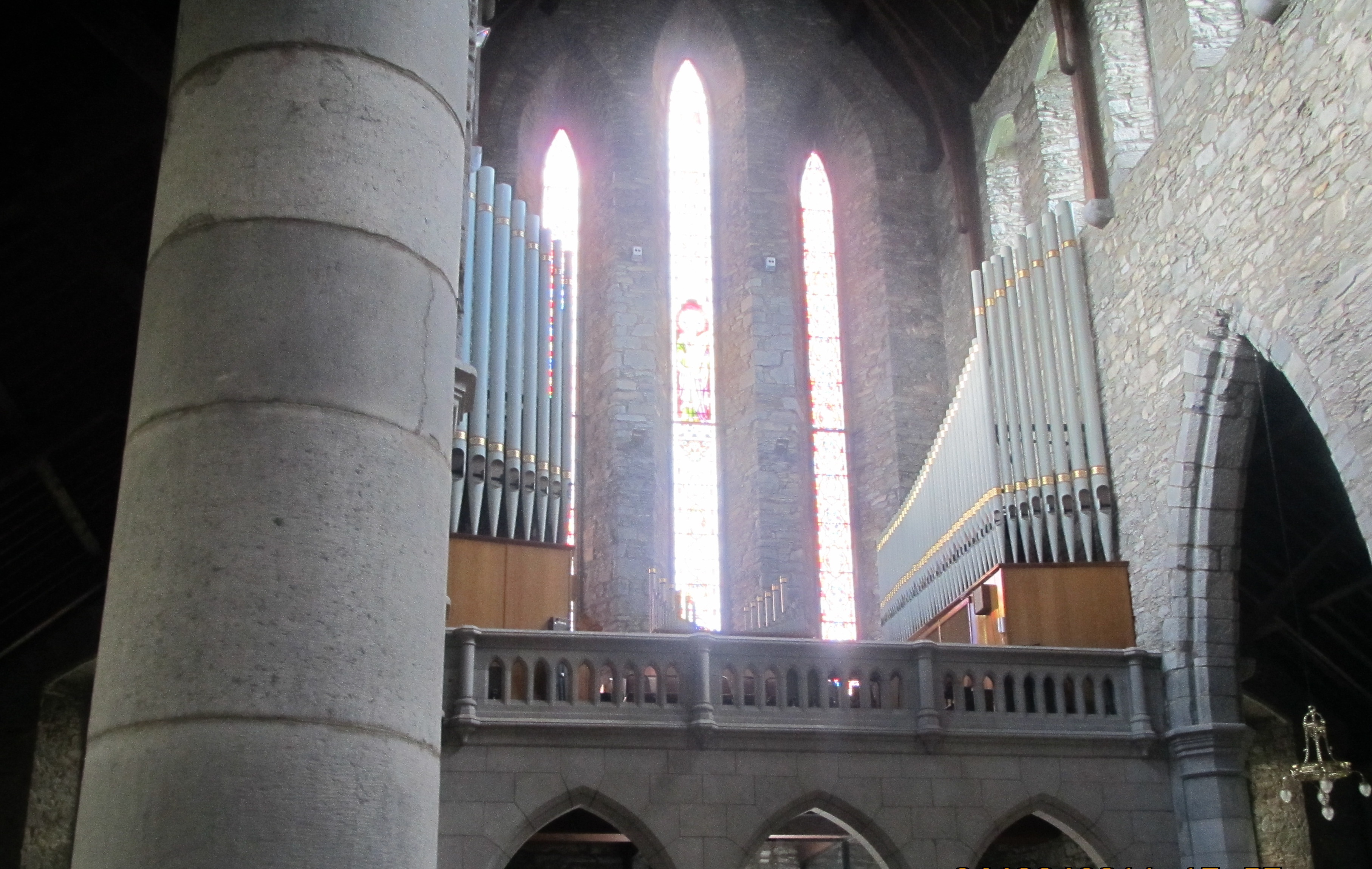
Orgel
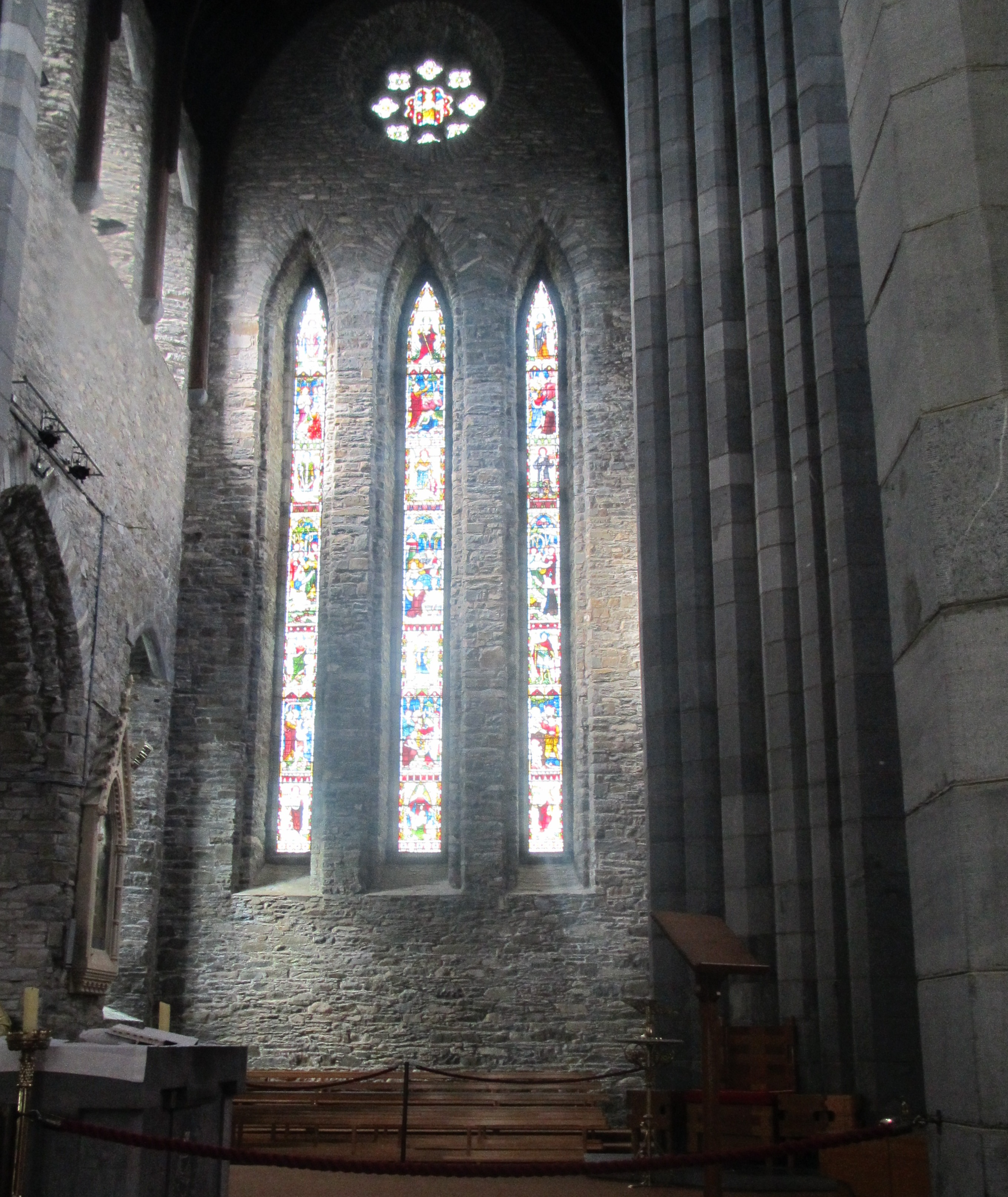
Fenster
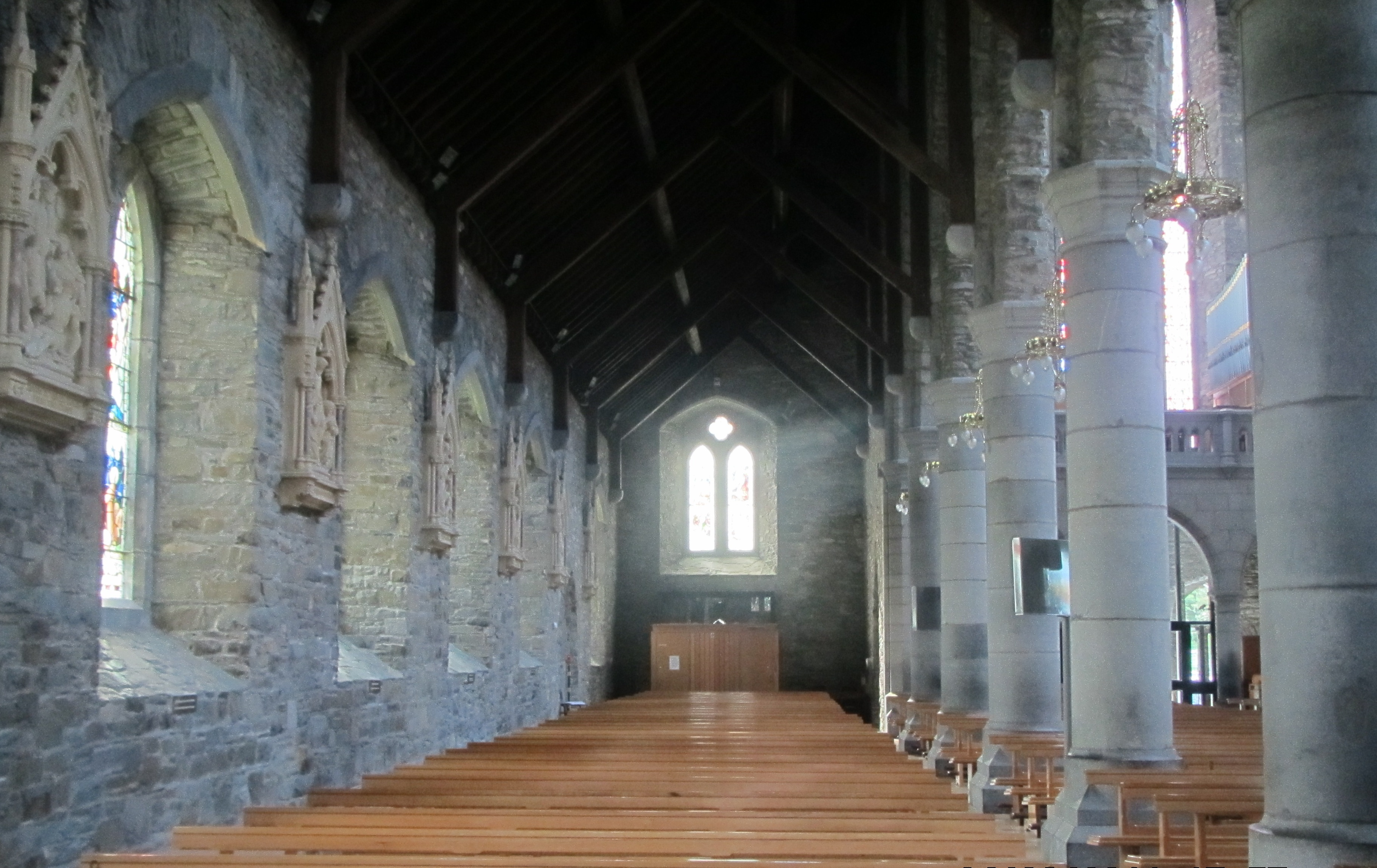
Linke Kapelle